# Santiago Macías Pérez
Santiago Macías (Ponferrada, El Bierzo, Provincia de León, 30 de diciembre de 1972) es un escritor e investigador español, colaborador en medios de comunicación y uno de los fundadores de la Asociación para la Recuperación de la Memoria Histórica (ARMH), un colectivo que lleva años buscando los lugares en los que fueron enterrados víctimas de la represión en la zona franquista durante la guerra civil española y la posterior dictadura. 

## Asociación para la Recuperación de la Memoria Histórica
Tras colaborar en octubre de 2000 en la exhumación de una fosa de represaliados de la guerra civil española, conocida como los trece de Priaranza en la localidad de Priaranza del Bierzo, participó en la fundación de la Asociación para la Recuperación de la Memoria Histórica, de la que fue vicepresidente durante once años. 
De 2005 a 2007 trabajó para el Departamento de Derechos Humanos del Gobierno Vasco, como responsable del equipo de investigación que digitalizó miles de sumarios militares del franquismo de 1936 a 1975.  
En marzo de 2011 dejó el cargo de vicepresidente de la ARMH para presentarse como independiente en la candidatura del PSOE de Ponferrada, liderada entonces por otro independiente, Samuel Folgueral.
El 21 de marzo de 2015, cuatro años después de dejar sus responsabilidades en la ARMH, fue expulsado de esta asociación en un proceso cargado de irregularidades que llevó a los tribunales a los miembros de la Junta Directiva solo unas semanas después.
El 10 de noviembre de 2015 se celebró el juicio contra la Junta Directiva, que fue condenada a reponer a Santiago Macías en su condición de socio fundador de la ARMH, en la que permanece desde entonces. La sentencia de la magistrada del juzgado número 6 de Ponferrada, dictada tan solo 48 después de la celebración del juicio, no dejaba lugar a dudas sobre la irregularidad de todo el proceso.
En la actualidad, Santiago Macías sigue siendo una referencia en la labor de reivindicar la dignidad de las víctimas del franquismo, impartiendo charlas y conferencias a lo largo de España y otros países.

## Publicaciones y colaboraciones
Como escritor ha realizado varias obras:
- En 2001 fue galardonado el II Premio de Relatos Cortos de la Federación de Comunidades Andaluzas con la obra Los Corrales, 1942 basada en un episodio real de la vida en el monte de una partida de guerrilleros.
- En 2003 publica Las fosas de Franco: los republicanos que el dictador dejó en la cuneta (Barcelona: RBA, 2006, ISBN 84-473-4426-6); este libro fue premiado como Mejor Libro del Año, en la categoría de Investigación, que concede el Instituto Leonés de Cultura.
- En 2005 publica El monte o la muerte: la vida legendaria del guerrillero antifranquista Manuel Girón (ISBN 84-8460-454-3).
- En 2008 publica Manuel Girón, una biografía controvertida (Patronato de Cultura de Ponferrada, 2008) y en él acerca al lector a la figura de uno de los más conocidos guerrilleros del norte español Manuel Girón Bazán.
- En 2011 publica, junto a otros autores, Juan García Arias, el último alcalde republicano de Ponferrada.
- En 2020 ganó el VII premio de Investigación Antonio Estévez, convocado por el Instituto de Estudios Bercianos, con su trabajo La toga y la venda.
- En 2020 publica una versión ampliada y revisada de El monte o la muerte con la que alcanzó la 9ª edición.
- En 2025 publica, junto a otros autores, Repil 1949, un trabajo coral en el que también participan la poetisa gallega Olga Novo (Premio Nacional de Poesía 2021) o Xurxo Ayán.

También ha colaborado en:
- Maquis, historia de la guerrilla antifranquista, de Secundino Serrano (Temas de Hoy, 2001);
- Antropología del pasado reciente: una fosa común de la Guerra Civil Española en Priaranza del Bierzo (León) (2002), y
- La agonía del león , de Carlos Reigosa (Alianza, reed. 2004).

Ha colaborado en numerosos medios de comunicación y proyectos destacando en 2002 su colaboración en el reportaje radiofónico Las fosas de la vergüenza, de Ana Maceda (Radio Bierzo, Cadena SER), que obtuvo Mención Especial en la 49.ª edición de los Premios Ondas. Ha sido columnista del periódico provincial La Crónica de León y del digital Ileon.com
Ha colaborado en numerosos medios de comunicación y proyectos destacando en 2002 su colaboración en el reportaje radiofónico Las fosas de la vergüenza, de Ana Maceda (Radio Bierzo, Cadena SER), que obtuvo Mención Especial en la 49.ª edición de los Premios Ondas. Es columnista del periódico provincial La Crónica de León desde el año 2005. 
Ha sido asesor histórico en varios documentales como Girón, la forja de un guerrillero , de Alejandro Macías (TVP, 1998), La guerrilla de la memoria , de Javier Corcuera (Oria Films, 2001), Así en la tierra como en el cielo , de Isadora Guardia y Eduardo Alonso (Otrapeliculaesposible, 2002) y El hombre que murió dos veces , de Daniel Álvarez e Iñaki Pinedo (Armonía Films, 2003), Lobos sucios, de Felipe Rodríguez (RTVGA, 2006), Los Nietos, de Marie Paule Jeunehomme (RTBF, 2007) o más recientemente la trilogía Atrapadxs.

## Concejal de Cultura en el ayuntamiento de Ponferrada
Santiago Macías fue concejal electo como independiente por la candidatura del PSOE, en el pleno de constitución del ayuntamiento de Ponferrada celebrado el 11 de junio de 2011. El 8 de marzo de 2013 se produjo una moción de censura a raíz de la cual le fue asignada la Concejalía de Cultura, Conservación y Patrimonio en el mismo ayuntamiento, cargo en el que estuvo hasta las elecciones de mayo de 2015.